# Гуґо Васер
Гуґо Васер (9 серпня 1936) — швейцарський академічний веслувальник.
Бронзовий призер Олімпійських Ігор 1968 року в складі розпашної четвірки зі стерновим, учасник 1960, 1964 років.
Бронзовий призер Чемпіонату світу 1962 року в складі розпашної двійки без стернового.
Бронзовий призер Чемпіонату Європи 1969 року в складі розпашної четвірки зі стерновим.